# Skandinavisk Linjetrafik
Skandinavisk Linjetrafik (SL), var ett rederi som bedrev trafik över Öresund mellan Landskrona i Skåne och Tuborg Havn i Hellerup norr om Köpenhamn under 1950-,1960- och 1970- talen samt början av 1980-talet. Överfartstid 70 minuter. Rederiet tillhörande samma koncern som LB (Linjebuss, Helsingborg - Helsingör) och TL (Traveline, Helsingborg - Tuborg Havn - Travemünde). 
SL-färjan MS Stella Scarlett (trafikerade rutten 1974-1980) var då den största färja som trafikerat färjerutterna över Öresund. Och det är fortfarande den längsta färja om trafikerat Öresund. 
Från 1 oktober 1980 ändrades rutten till Malmö hamn - Tuborg Havn, men detta visade sig snabbt inte vara hållbart. Skandinavisk Linjetrafik lades ner bara åtta månader efter flytten. (Rutten Malmö - Tuborg Havn tog över 90 minuter, medan färjorna mellan Limhamn och Dragør endast tog 50 minuter.)